# Rugby-Union-Afrikameisterschaft 2025
Die Rugby-Union-Afrikameisterschaft 2025 (englisch Rugby Africa Cup 2025) war die 20. Auflage der Afrika-Meisterschaft im Rugby Union. Sie fand vom 8. Juli bis zum 19. Juli 2025 in der ugandischen Stadt Kira Town statt und wurde von Rugby Africa organisiert. Der Sieger qualifizierte sich für die Rugby-Union-Weltmeisterschaft 2027. Erstmals seit 1991 fährt damit die simbabwische Rugby-Union-Nationalmannschaft, nach einem Sieg gegen Dauer-WM-Teilnehmer Namibia, zur Weltmeisterschaft.

## Vorrunde

### Spieltag 1
| 8. Juli 2025 | Simbabwe | 43 : 9 | Marokko | Mandela National Stadium |
| 8. Juli 2025 |          |        |         | Mandela National Stadium |

| 8. Juli 2025 | Algerien | 41 : 6 | Elfenbeinküste | Mandela National Stadium |
| 8. Juli 2025 |          |        |                | Mandela National Stadium |

| 8. Juli 2025 | Namibia | 55 : 17 | Senegal | Mandela National Stadium |
| 8. Juli 2025 |         |         |         | Mandela National Stadium |

| 8. Juli 2025 | Kenia | 32 : 24 | Uganda | Mandela National Stadium |
| 8. Juli 2025 |       |         |        | Mandela National Stadium |

### Spieltag 2
| 13. Juli 2025 | Elfenbeinküste | 3 : 28 | Senegal | Mandela National Stadium |
| 13. Juli 2025 |                |        |         | Mandela National Stadium |

| 13. Juli 2025 | Marokko | 24 : 12 | Uganda | Mandela National Stadium |
| 13. Juli 2025 |         |         |        | Mandela National Stadium |

| 13. Juli 2025 | Algerien | 7 : 21 | Namibia | Mandela National Stadium |
| 13. Juli 2025 |          |        |         | Mandela National Stadium |

| 13. Juli 2025 | Simbabwe | 29 : 23 | Kenia | Mandela National Stadium |
| 13. Juli 2025 |          |         |       | Mandela National Stadium |

## Hauptrunde

### Spiel um Platz 7
| 19. Juli 2025 | Elfenbeinküste | 17 : 37 | Uganda | Mandela National Stadium |
| 19. Juli 2025 |                |         |        | Mandela National Stadium |

### Spiel um Platz 5
| 19. Juli 2025 | Senegal | 33 : 28 | Marokko | Mandela National Stadium |
| 19. Juli 2025 |         |         |         | Mandela National Stadium |

### Spiel um Platz 3
| 19. Juli 2025 | Algerien | 33 : 27 | Kenia | Mandela National Stadium |
| 19. Juli 2025 |          |         |       | Mandela National Stadium |

### Finale
| 19. Juli 2025 | Namibia | 28 : 30 | Simbabwe | Mandela National Stadium |
| 19. Juli 2025 |         |         |          | Mandela National Stadium |